# Teahna Daniels
Teahna Daniels (* 25. März 1997 in Orlando) ist eine US-amerikanische Sprinterin, die sich auf den 100-Meter-Lauf spezialisiert hat.

## Sportliche Laufbahn
Erste internationale Erfahrungen sammelte Teahna Daniels 2014 bei den Juniorenweltmeisterschaften in Eugene, bei denen sie mit der US-amerikanischen 4-mal-100-Meter-Staffel in 43,46 s die Goldmedaille gewann. Im Jahr darauf gewann sie bei den Panamerikanischen-Juniorenmeisterschaften in Edmonton in 11,54 s die Bronzemedaille über 100 Meter und siegte mit der Staffel in 43,79 s. 2019 siegte sie in 11,03 s bei den U23-NACAC-Meisterschaften in Santiago de Querétaro und qualifizierte sich auch für die Weltmeisterschaften in Doha, bei denen sie mit 11,19 s im Finale den siebten Platz belegte. Im Staffelbewerb liefen die US-Amerikanerinnen 42,10 s und gewannen damit hinter Jamaika und dem Vereinigten Königreich die Bronzemedaille. 2021 qualifizierte sich Daniels mit einem dritten Platz bei den US-Meisterschaften für über 100 m für die Olympischen Sommerspiele in Tokio und gelangte dort bis in das Finale, dem sie mit 11,02 s den siebten Platz belegte. Zusammen mit Gabrielle Thomas, Jenna Prandini und Javianne Oliver gewann sie im Wettbewerb über 4-mal 100 Meter die Silbermedaille in 41,45 s. Im Jahr darauf siegte sie zum Auftakt der Freiluftsaison in 11,45 s bei den USATF Bermuda Games.
2019 wurde Daniels US-amerikanische Meisterin im 100-Meter-Lauf. Sie ist Studentin an der University of Texas at Austin.

## Persönliche Bestzeiten
- 100 Meter: 10,98 s (+0,3 m/s), 31. Juli 2021 in Tokio
  - 60 Meter (Halle): 7,11 s, 12. März 2016 in Birmingham (nordamerikanischer Juniorinnenrekord)
- 200 Meter: 22,51 s (+1,8 m/s), 25. Mai 2019 in Sacramento
  - 200 Meter (Halle): 23,62 s, 13. Januar 2018 in Lubbock